# 陳葒
陳葒（1968年1月6日—），香港男作家、已離職中學校長及「陳校長免費補習天地」創辦人。

## 簡歷
陳葒十一歲從廈門來港，中學畢業於皇仁書院，曾主編《新少年雙月刊》，2009年辭任。
1992年在浸會學院取得中國研究社會科學學士，1996年取得浸大學位教師教育文憑。曾任匯知中學校長至2009年。此前，他曾任教於位於美孚新邨的伯裘女子中學（2003年9月停辦）。
陳葒曾任香港直資中學創校校長、香港直接資助學校議會秘書長、香港私立學校聯會副主席等教育職務。2009年，陳辭去中學校長一職，轉為教育義工，籌辦「平等機會教育慈善基金」和旗下的「陳校長免費補習天地」，為基層貧困學童提供免費補習服務和其他教育支援（學前班、才藝課程及課外活動等）。目前全港接受免費一對一補習服務的基層孩子約10,000名，參與免費學前班和才藝班的學生近4,000人次，有超過12,000人加入其中成為義務導師及義工。

## 家庭
陳葒與香港海關高級督察李慧筠（Fion）育有三名子女，陳妻 Fion在 2013年9月確診患上乳癌，2016年2月癌症復發，6月4日晚上11時在聯合醫院離世，享年46歲。

## 外部連結
- 陳葒的Facebook專頁